# NGC 4495
NGC 4495 (również PGC 41438 lub UGC 7663) – galaktyka spiralna (Sab), znajdująca się w gwiazdozbiorze Warkocza Bereniki. Odkrył ją William Herschel 13 marca 1785 roku. Jest to galaktyka z aktywnym jądrem typu LINER.
W galaktyce tej zaobserwowano supernowe SN 1994S, SN 2010lo i SN 2011ca.